# TY Большого Пса
TY Большого Пса (лат. TY Canis Majoris) — одиночная переменная звезда в созвездии Большого Пса на расстоянии (вычисленном из значения параллакса) приблизительно 7653 световых лет (около 2346 парсеков) от Солнца. Видимая звёздная величина звезды — от +15,5m до +10,6m.

## Характеристики
TY Большого Пса — красная пульсирующая переменная звезда, мирида (M).